# Lenguas del Sepik medio
Las lenguas del Sepik medio comprenden diversos grupos de lenguas del río Sepik habladas en el norte de Papúa Nueva Guinea. La agrupación estas lenguas del Sepik Medio como grupo filogenética fue aceptada provisionalmente por Foley (2018) en base a innovaciones compartidas en pronombres, pero en cambio Glottolog divide el grupo en varios. Se hablan en las áreas que rodean la ciudad de Ambunti en Provincia de Sepik Oriental.
A diferencia de la mayoría de las otras lenguas del Sepik, las lenguas del Sepik medio no marcan abiertamente el género gramatical en los sustantivos, aunque el pronombre singular en tercera persona distingue entre géneros masculino y femenino (por ejemplo, proto- Ndu *nd- '3sg.m' y *l- '3sg.f').

## Clasificación interna
Los idiomas del Sepik medio son:
- Ma–Tama
  - Lenguas nukuma (ver)
  - Lenguas tama (ver)
- Ndu–Yerekai
  - Ndu–Nggala
    -  Nggala
    - Lenguas Ndu (ver)

  -  Yerakai (Garamambu)